# Chaum
Chaum (em occitano:  Shaum) é uma comuna francesa na região administrativa da Occitânia, no departamento do Alto Garona. Estende-se por uma área de 5.7 km², com 192 habitantes, segundo o censo de 2018, com uma densidade de 34 hab/km².